# 薩摩湖
薩摩湖（さつまこ）は、鹿児島県日置市吹上町中原にある湖沼である。古くは中原池と呼ばれていた。東シナ海から吹上浜を隔てて約1.5キロメートル内陸にある。吹上浜の砂丘により海が区切られて取り残された、砂丘湖あるいは海跡湖である。
湖の色は黄色に近いウーレ水色標準14番を呈し、pHは7.8である。湖岸付近にはハスやガガブタなどの浮葉性植物が繁茂し、絶滅危惧IB類に指定されているミズスギナも見られる。コイ、ギンブナ、ゲンゴロウブナなどに加え、ブラックバスやブルーギルも生息する。
南東に枦ヶ峰城跡の丘があり、ツツジ、バラ、ツバキなどが見られ、市民の憩いの場となっている。西側には吹上浜運動公園があり、薩摩湖の北方約1キロメートルには正円池と亀原池が並ぶ。

## 歴史
江戸時代には真珠を産出していたという記録がある。1954年（昭和29年）には中原池から薩摩湖に改名され、鹿児島交通の前身にあたる南薩鉄道が周辺をさつま湖公園として整備した。1955年（昭和30年）から1984年（昭和59年）までの間は西側湖畔に薩摩湖駅があり、昭和30年代には湖面をまたぐロープウェイが運行されており、遊覧船も運航されていた。1962年（昭和37年）からはさつま湖花火大会が開催されるなど賑わいを見せていたが、昭和40年代に衰退した。さつま湖公園は2001年（平成13年）から吹上町の管理となり、2007年（平成19年）に閉鎖された。